# Globulo Rosso
Globulo Rosso (deutsch: „Rotes Blutkörperchen“) ist ein 1967 entstandener preisgekrönter Comicstrip und die erste eigene Kreation des italienischen Comiczeichners Massimo Fecchi.

## Anfang und Veröffentlichung
1967 schrieb eine italienische Tageszeitung in Verbindung mit dem Salone dei Comics in Lucca einen Wettbewerb um den besten neuen Comicstrip aus. Der Comiczeichner Massimo Fecchi reichte als Wettbewerbsbeitrag seine erste Eigenkreation, Globulo Rosso, ein, und konnte damit, zusammen mit anderen Künstlern, den ersten Preis erringen.

In Folge wurde Globulo Rosso als regulärer Comicstrip einer römischen Tageszeitung veröffentlicht, aber bald wieder eingestellt, da Schöpfer und Zeichner Fecchi sich finanziell nicht mit dem Verlag einigen konnte.
Globulo Rosso ist ein anthropomorphes rotes Blutkörperchen, das Abenteuer im menschlichen Körper erlebt. Ein wiederkehrendes Thema des Comicstrips war die Rivalität zwischen roten und weißen Blutkörperchen.
Der Comicstrip bestand aus jeweils vier bis fünf Panels und einem Schlussgag.

## Auszeichnungen
- 1967: Preisträger beim Comicsalon in Lucca